# جيمي تومسون (لاعب كرة قدم)
جيمي تومسون (بالإنجليزية: Jimmy Thompson)‏ (26 نوفمبر 1935 بأولدهام في المملكة المتحدة - ) هو لاعب كرة قدم بريطاني في مركز نصف الجناح. لعب مع أولدهام أثلتيك وبرادفورد سيتي ونادي إكزتر سيتي ونادي روتشديل وBuxton F.C. ‏ وChadderton F.C. ‏.